# Медвежий патруль
Медвежий патруль — группы людей (патруль), занимающиеся патрулированием территорий на Крайнем Севере (побережье Северного Ледовитого океана в Якутии и на Чукотке) в период миграции белых медведей (сентябрь — январь).
В число задач Медвежьего патруля входят мониторинг популяций белых медведей, охрана лежбища моржей, экологическое просвещение населения, предупреждение населения о подходе медведей к населённым пунктам.
Созданы по инициативе  Всемирного фонда дикой природы (WWF) и Совета по морским млекопитающим (СММ).